# Ærø Pastorat
Ærø Pastorat er et pastorat i Langeland-Ærø Provsti, Fyens Stift. Det dækker hele Ærø, og består af disse seks sogne:
- Bregninge Sogn
- Marstal Sogn
- Rise Sogn
- Søby Sogn
- Tranderup Sogn
- Ærøskøbing Sogn

I pastoratet er der 7 kirker
- Bregninge Kirke
- Marstal Kirke
- Ommel Kirke
- Rise Kirke
- Søby Kirke
- Tranderup Kirke
- Ærøskøbing Kirke